# Philipp Laux
Philipp Laux (Rastatt, 25 gennaio 1973) è un allenatore di calcio ed ex calciatore tedesco, di ruolo portiere.

## Palmarès

### Giocatore

#### Competizioni nazionali
- Campionato tedesco: 1

Borussia Dortmund: 2001-2002